# Championnat de Nouvelle-Zélande de football 2015-2016
Navigation
Saison précédente Saison suivante
La saison 2015-2016 du Championnat de Nouvelle-Zélande de football est la 47e édition du championnat de première division en Nouvelle-Zélande et la 12e édition du New Zealand Football Championship. Le NZFC (rebaptisé depuis 2010 ASB Premiership, du nom de la banque qui le sponsorise), regroupe huit clubs du pays au sein d'une poule unique, où ils s'affrontent deux fois au cours de la saison, à domicile et à l'extérieur. À la fin de la compétition, les quatre premiers du classement disputent la phase finale pour le titre. Le championnat fonctionne avec un système de franchises, comme en Australie ou en Major League Soccer ; il n'y a donc ni promotion, ni relégation en fin de saison.
Deux places qualificatives pour la Ligue des champions sont attribuées : une pour le premier du classement à l'issue de la saison régulière et une pour le vainqueur de la finale nationale. Si un club termine en tête du classement puis remporte la finale, c'est le deuxième du classement de la saison régulière qui reçoit son billet pour la Ligue des champions.
Cette saison voit le retour à une formule à huit équipes : la participation de l'équipe des Wanderers SC  (composée de la sélection de Nouvelle-Zélande des moins de 17 ans dans le but d'aguerrir les jeunes joueurs à la compétition en vue du Championnat d'Océanie de football des moins de 17 ans de janvier 2015) n'est pas reconduite. Les huit autres formations engagées lors de l'édition 2014-2015 sont présentes. Au contraire des saisons précédentes, les demi-finales se déroulent sur un seul match.
Initialement prévu le 12 novembre, le début de la saison a lieu le 8 novembre avec un match avancé de la 5e journée. Ceci est dû à la participation d'Auckland City FC à la Coupe du monde des clubs de la FIFA 2015. Le match de la 6e journée de cette équipe est également décalé pour cette raison. La plupart des journées auront désormais un match avancé au jeudi. C'est la conséquence du partenariat entre la fédération et la chaîne SkySport, qui prévoit de diffuser en direct 32 des 59 rencontres du championnat. Une des demi-finales et la finale se déroulent également un jeudi.

## Clubs participants
| Équipe                     | Ville        | Stade                 | Capacité | Entraineur       |
| -------------------------- | ------------ | --------------------- | -------- | ---------------- |
| Auckland City FC           | Auckland     | Kiwitea Street        | 3 500    | Ramon Tribulietx |
| Canterbury United          | Christchurch | ASB Football Park     | 9 000    | Willy Gerdsen    |
| Hawke's Bay United         | Napier       | Bluewater Stadium     | 5 000    | Brett Angel      |
| Southern United            | Dunedin      | Forsyth Barr Stadium  | 30 748   | Mike Fridge      |
| Team Wellington            | Wellington   | David Farrington Park | 3 000    | Matt Calcott     |
| WaiBOP United              | Cambridge    | John Kerkhof Park     | 2 700    | Peter Smith      |
| Waitakere United           | Waitakere    | Fred Taylor Park      | 2 500    | Brian Shelley    |
| Wellington Phoenix Reserve | Wellington   | Newton Park           | 5 000    | Andy Hedge       |

## Compétition

### Première phase

#### Classement
Le barème utilisé pour établir le classement est le suivant :
- Victoire : 3 points
- Match nul : 1 point
- Défaite : 0 point

| Rang | Équipe             | Pts | J  | G  | N | P  | Bp | Bc | Diff |
| ---- | ------------------ | --- | -- | -- | - | -- | -- | -- | ---- |
| 1    | Auckland City T    | 38  | 14 | 12 | 2 | 0  | 43 | 12 | +31  |
| 2    | Hawke's Bay United | 30  | 14 | 9  | 3 | 2  | 29 | 16 | +13  |
| 3    | Team Wellington    | 27  | 14 | 8  | 3 | 3  | 36 | 21 | +15  |
| 4    | Canterbury United  | 26  | 14 | 8  | 2 | 4  | 28 | 23 | +5   |
| 5    | WaiBOP United      | 18  | 14 | 6  | 0 | 8  | 29 | 27 | +2   |
| 6    | Waitakere United   | 13  | 14 | 4  | 1 | 9  | 23 | 36 | -13  |
| 7    | Wellington Phoenix | 7   | 14 | 2  | 1 | 11 | 24 | 46 | -22  |
| 8    | Southern United    | 3   | 14 | 1  | 0 | 13 | 11 | 42 | -31  |

|  | Qualification pour la phase finale et la Ligue des champions 2017 |
|  | Qualification pour la phase finale                                |
|  | T : Tenant du titre                                               |

#### Résultats
| Résultats (▼dom., ►ext.)   | ACFC | CU  | HBU | SU  | TW  | WBOP | WU  | WPR |
| Auckland City FC           |      | 4-1 | 1-1 | 3-1 | 1-0 | 4-1  | 5-1 | 4-2 |
| Canterbury United          | 1-3  |     | 1-3 | 3-2 | 2-1 | 2-0  | 2-0 | 3-1 |
| Hawke's Bay United         | 1-3  | 2-0 |     | 3-0 | 2-2 | 2-0  | 2-1 | 5-5 |
| Southern United            | 0-4  | 1-3 | 1-2 |     | 0-3 | 1-2  | 0-2 | 1-0 |
| Team Wellington            | 2-2  | 2-2 | 0-2 | 4-1 |     | 3-1  | 3-1 | 3-2 |
| WaiBOP United              | 0-2  | 2-3 | 0-1 | 3-0 | 2-3 |      | 5-0 | 4-2 |
| Waitakere United           | 0-4  | 2-2 | 2-1 | 6-0 | 2-4 | 1-5  |     | 4-1 |
| Wellington Phoenix Reserve | 1-3  | 0-3 | 0-2 | 4-3 | 1-6 | 3-4  | 2-1 |     |

### Phase finale
|  | Demi-finales           | Demi-finales           | Demi-finales              | Demi-finales              |                   |                   | Finale       | Finale       | Finale       | Finale       |
|  |                        |                        |                           |                           |                   |                   |              |              |              |              |
|  | 6 mars 2016            | 6 mars 2016            | 6 mars 2016               | 6 mars 2016               |                   |                   | 10 mars 2016 | 10 mars 2016 | 10 mars 2016 | 10 mars 2016 |
|  | (1) Auckland City      | (1) Auckland City      | 2                         | 2                         |                   |                   | 10 mars 2016 | 10 mars 2016 | 10 mars 2016 | 10 mars 2016 |
|  | (1) Auckland City      | (1) Auckland City      | 2                         | 2                         |                   |                   | 10 mars 2016 | 10 mars 2016 | 10 mars 2016 | 10 mars 2016 |
|  | (4) Canterbury United  | (4) Canterbury United  | 1                         | 1                         |                   |                   | 10 mars 2016 | 10 mars 2016 | 10 mars 2016 | 10 mars 2016 |
|  | (4) Canterbury United  | (4) Canterbury United  | 1                         | 1                         | (1) Auckland City | (1) Auckland City | 2            | 2            |              |              |
|  | 6 mars 2016            |                        |                           |                           | (1) Auckland City | (1) Auckland City | 2            | 2            |              |              |
|  |                        |                        | (3) Team Wellington a. p. | (3) Team Wellington a. p. | 4                 | 4                 |              |              |              |              |
|  | (2) Hawke's Bay United | (2) Hawke's Bay United | (3) Team Wellington a. p. | (3) Team Wellington a. p. | 4                 | 4                 | 1            | 1            |              |              |
|  | (2) Hawke's Bay United | (2) Hawke's Bay United |                           |                           |                   |                   |              | 1            |              |              |
|  | (3) Team Wellington    | (3) Team Wellington    | 3                         | 3                         |                   |                   |              |              |              |              |
|  | (3) Team Wellington    | (3) Team Wellington    | 3                         | 3                         |                   |                   |              |              |              |              |

ap = Après prolongation

#### Demi-finales
| 6 mars 2016     | Auckland City              | 2 - 1 | Canterbury United | Kiwitea Street, Auckland |  |
| 14:05 UTC+12:00 | De Vries 3e · De Vries 70e |       | 41e Collett       |                          |  |
| 14:05 UTC+12:00 | Rapport                    |       |                   |                          |  |

| 6 mars 2016     | Hawke's Bay United | 1 - 3 | Team Wellington                               | Bluewater Stadium, Napier |  |
| 16:35 UTC+12:00 | Matsumoto 10e      |       | 5e Corrales · 37e (pen.) Jackson · 79e Vieira |                           |  |
| 16:35 UTC+12:00 | Rapport            |       |                                               |                           |  |

#### Finale
| 10 mars 2016    | Auckland City         | 2 - 4 a. p. | Team Wellington                                              | North Harbour Stadium, Auckland |                     |
| 19:35 UTC+12:00 | Moreira 68e · Kim 81e |             | 52e Jackson · 88e (pen.) Peverley · 94e Harris · 99e Jackson | Spectateurs : 1 508             | Spectateurs : 1 508 |
| 19:35 UTC+12:00 | Rapport               |             |                                                              | Spectateurs : 1 508             | Spectateurs : 1 508 |

## Bilan de la saison
| Championnat de Nouvelle-Zélande de football 2015-2016 |                              |
| Champion                                              | Team Wellington (1ere titre) |
| Qualifications continentales                          |                              |
| Ligue des champions de l'OFC 2017                     | Auckland City FC             |
| Ligue des champions de l'OFC 2017                     | Team Wellington              |